# Petite rivière à la Truite (rivière à la Truite)
Pour les articles homonymes, voir Rivière à la Truite.
La Petite rivière à la Truite est un cours d'eau coulant successivement dans le canton La Grange et le canton Cuoq, dans le territoire non organisé de Rivière-Bonjour, dans la municipalité régionale de comté (MRC) La Matanie, sur la péninsule gaspésienne, dans la région administrative du Bas-Saint-Laurent, au Québec, au Canada.

## Géographie
La Petite rivière à la Truite prend sa source de ruisseaux de montagnes de une altitude de 414 m, située dans le canton La Grange, dans la réserve faunique de Dunière, dans les monts Chic-Chocs lesquels font partie des monts Notre-Dame.
Cette source est située à 46,1 km au sud-est du littoral sud-est du golfe du Saint-Laurent et à 3,0 km à l'est de la limite du canton La Grange.
À partir de sa source, la Petite rivière à la Truite coule sur 15,1 km répartis selon les segments suivants :
- 7,5 km vers le nord dans la réserve faunique de Dunière, jusqu'à la limite de la réserve faunique de Matane ;
- 0,7 km vers le nord, jusqu'à la confluence d'un ruisseau (venant de l'est) ;
- 6,9 km vers le nord-est, jusqu'à sa confluence[3].

La Petite rivière à la Truite se déverse sur la rive sud de la rivière à la Truite (rivière Matane) laquelle coule vers l'ouest pour se déverser sur la rive sud de la rivière Matane, dans le territoire non organisé de Rivière-Bonjour. Cette confluence est située à 2,2 km en amont de la limite du canton Cuoq, à 32,3 km au sud-est du littoral sud-est du golfe du Saint-Laurent et à 5,8 km au sud du cours de la rivière Matane.

## Toponymie
Le toponyme « Petite rivière à la Truite » a été officialisé le 5 décembre 1968 à la Commission de toponymie du Québec.